# Rallicula
Rallicula – rodzaj ptaków z rodziny kusokurek (Sarothruridae).

## Zasięg występowania
Rodzaj obejmuje gatunki występujące na Nowej Gwinei.

## Morfologia
Długość ciała 18–25 cm; masa ciała samców 71–136 g, samic 65–123 g.

## Systematyka

### Etymologia
- Rallicula: nowołac. rallicula „mały wodnik”, od zdrobnienia nazwy rodzaju Rallus Linnaeus, 1758 (wodnik)[5].
- Corethruropsis: rodzaj Corethrura[a] Reichenbach, 1853 (kusokurka); gr. οψις opsis „wygląd”[6]. Gatunek typowy: Corethrura? leucospila Salvadori, 1876.

### Podział systematyczny
Do rodzaju należą następujące gatunki:
- Rallicula rubra Schlegel, 1871 – rudokurka czerwonawa
- Rallicula leucospila (Salvadori, 1876) – rudokurka papuaska
- Rallicula forbesi Sharpe, 1887 – rudokurka czarnoskrzydła
- Rallicula mayri E. Hartert, 1930 – rudokurka kasztanowata